# Рашид бін Саїд
Рашид бін Саїд (араб. راشد بن سعيد‎‎; д/н — 1032) — 1-й імам Третього імамату Оману.

## Життєпис
Походив з клану Яхмед племенної підгрупи Атік племені Азд (нащадків набатеїв або сабеїв). За материнською лінією був родичем клану аль-Харусі. Відомостей про нього обмаль. Здолав клан Харусі, що боровся за владу в Омані. Спирався на ібадитську школу в Рустаці, що призвело до конфлікту з ібадитською школою в Нізві, яка підтримувала клан Атік. Насолідком цьому стало повстання племен на півдні, які відокремилися.
Разом з тим Рашиду бін Саїду вдалося створити більш-менш централізовану державу. Головним напрямком стало звільнення півночі від влади Буїдів. Втім постійні війни проти племен, що були ворогами клану Яхмед не дозволили цього зробити. Помер 1032 року. Йому спадкував син Гафс бін Рашид.